# Woburn Golf Club
Woburn is een Engelse golfclub in Buckinghamshire.
Woburn heeft drie 18-holes golfbanen, The Duke, The Duchess en The Marquess. 

## Banen

#### The Duke's
The Duke's werd in 1974 geopend. De architect was Charles Lawrie. Het was de eerste baan die op het landgoed van de 14de Duke of Bedford kwam. Twintig keer is dit de thuisbaan geweest van de British Masters, in 2004 werd hier The Heritage gespeeld en  sinds 2008 wordt de Travis Perkins plc Senior Masters hier gespeeld.

#### The Duchess'
The Duchess' opende in 1978 en is wat korter dan The Duke's, maar niet gemakkelijker. Hij is ook ontworpen door Lawrie. De fairways zijn iets smaller. De baan loopt door pijnboombossen. Op deze baan is de Ladies European Tour veel te gast geweest met het Weetabix Women's British Open en de Ford Ladies' Classic (1982-1994), die hier in 1988 werd gewonnen door Laura Davies.

#### The Marquess
The Marquess' opende in 2000 en ligt zowel in Bedfordshire als in Buckinghamshire. Behalve tamme kastanjebomen, berken en eiken groeien hier ook Corsicaanse pijnbomen. Op deze baan is de British Masters gespeeld. Thomas Levet won hier in 2001 de play-off van Mathias Grönberg , David Howell en Robert Karlsson. 